# Edwarda Kaczor
Edwarda Kaczor (ur. 12 lutego 1909 we Włodawie, zm. ?) – polska nauczycielka, posłanka na Sejm PRL III kadencji.

## Życiorys
Uzyskała wykształcenie wyższe. Pracowała jako nauczycielka w Szkole Podstawowej nr 2 we Włodawie. Wstąpiła do Zjednoczonego Stronnictwa Ludowego. W 1961 została posłanką na Sejm PRL z okręgu Chełm, w parlamencie zasiadała w Komisji Przemysłu Lekkiego, Rzemiosła i Spółdzielczości Pracy.